# Посыльный, Иван Дмитриевич
Ива́н Дми́триевич Посы́льный (1922—2005) — генеральный директор производственного объединения «Ростовуголь», Ростовская область.
Герой Социалистического Труда (1981), заслуженный шахтёр России, доктор технических наук, профессор, академик РАЕН (1997), член КПСС.

## Биография
Родился 15 июня 1922 года в хуторе Тацин Каменского (ныне Красносулинского) района Ростовской области в семье потомственного горняка. Русский.
В 1939 году, после окончания Чичеринской средней школы, пошел работать на шахту. Был замерщиком горных выработок, потом помощником маркшейдера шахты 10 «Гуковуголь».
Осенью 1939 года был призван в ряды Красной Армии. Участник Великой Отечественной войны с первых дней. Служил в топографических подразделениях при артиллерийских частях, участвовал в обороне Москвы. В 1942 году был контужен, и после госпиталя переведен в запасной полк. После демобилизации в мае 1945 года вернулся домой.
Продолжал работать на угольных предприятиях Восточного Донбасса, вернулся домой, был участковым маркшейдером на шахту «Углерод» в городе Гуково. В 1949 году экстерном с отличием закончил горный техникум, Новочеркасский политехнический институт (1953, с отличием) и получил дипломы горного инженера по специальности «Разработка пластовых месторождений».
Получил направление на должность главного инженера шахты № 35 треста «Богураевуголь». Молодой инженер зарекомендовав себя технически грамотным специалистом, талантливым организатором инженерной службы. Через два года был назначен начальником на шахту «Юго-Западная» № 3 треста «Донецкуголь». В дальнейшем — технический руководитель, начальник шахты, главный инженер треста «Несветайантрацит», главный инженер и управляющий трестом «Гуковуголь» (1963—1968).
В 1965—1968 годах — заведующий отделом угольной промышленности Ростовского обкома КПСС.
В июне 1968 года И. Д. Посыльный возглавлял одно из крупнейших угольных объединений страны — комбинат «Ростовуголь». В апреле 1975 года на базе комбината создается производственное объединение по добыче и переработке угля «Ростовуголь».
И. Д. Посыльный внёс большой личный вклад в горную науку. Он активно занимался научной деятельностью. В 1969 году защитил кандидатскую диссертацию, в 1982 — докторскую и ему была присуждена учёная степень доктора технических наук. Им опубликовано 68 авторских научных трудов и 5 изобретений
С 1986 года и до конца жизни И. Д. Посыльный возглавлял Шахтинский филиал института повышения квалификации руководящих работников и специалистов Минэнерго РФ.
Жил в городе Шахты. Скончался 4 февраля 2005 года.

## Память
Забота о шахтерах и их семьях занимала в деятельности И. Д. Посыльного не меньше места, чем производственные проблемы. С его именем жители городов Шахты, Новошахтинска и поселков Шолоховского угольного района связывают основную часть построенных жилых кварталов, детских садов, школ, больниц, клубов, спортивных сооружений, парков и площадей. Кто жил в угольных городах и поселках в 1960—1980-е годы — помнит достойную жизнь и уверенность в будущем. Бессменный депутат городского и областного Советов, руководитель градообразующего предприятия, Иван Дмитриевич внес огромный вклад в социально-экономическое развитие угольного региона Ростовской области.

## Награды и Звания
- «За выдающиеся производственные достижения, досрочное выполнение заданий десятой пятилетки и социалистических обязательств, проявленную трудовую доблесть»[2] Указом Президиума Верховного Совета СССР от 2 марта 1981 года Посыльному Ивану Дмитриевичу — генеральному директору производственного объединения «Ростовуголь» присвоено высокое звание Героя Социалистического Труда с вручением ордена Ленина № 459535, золотой медали «Серп и Молот» № 19594, книжки Героя № 032757, орденской книжки И 567319.
- Награждён двумя орденами Ленина, орденами Октябрьской Революции, Трудового Красного Знамени, Отечественной войны 2-й степени, медалями.
- «Заслуженный шахтёр РСФСР».
- Присвоено звание «Почётный гражданин города Шахты» решением № 493 заседания Шахтинской городской Думы от 27 июля 2000 года (за многолетнюю и плодотворную работу в угольной промышленности, строительной индустрии города).
- Почётный гражданин города Новошахтинска.